# Joyeuxiella
Joyeuxiella (syn. Joyeuxia, López-Neyra, 1927 – dieser Gattungsname wurde aber bereits für Schwämme verwendet, weshalb Fuhrmann den Namen Joyeuxiella einführte) ist eine Gattung von Bandwürmern, die im Darm bei Hunden, Katzen und wildlebenden Raubtieren parasitieren. Gelegentlich werden auch Menschen befallen. Die Vertreter kommen in wärmeren Klimaten weltweit vor. Der Scolex trägt vier Saugnäpfe und ein vorstülpbares, zylindrisches Rostellum mit dornenartigen Hakenreihen. Als Zwischenwirte dienen kotfressende Käfer, eventuell sind Reptilien als Transportwirte eingeschaltet. Die Bandwurmglieder enthalten zwei Sätze von Geschlechtsorganen, die reifen Bandwurmglieder sind mit sackartigen Strukturen ausgefüllt, welche Eikapseln enthalten. Im Gegensatz zum verwandten Gurkenkernbandwurm enthält eine Eikapsel nur ein einzelnes Ei.

## Arten
In die Gattung wurden bis zu 13 Arten einsortiert. Nach neuerer Auffassung sind jedoch nur 3 Arten akzeptiert. Nach einer Arbeit aus dem Jahr 2023 wurde von diesen drei J. fuhrmanni als jüngeres Synonym für J. gervaisi eingestuft.
- Joyeuxiella echinorhynchoides  (Sonsino, 1889)
- Joyeuxiella gervaisi (Setti, 1895), Syn. J. fuhrmanni (Baer, 1924), Syn.: J. paucitestis (Mettrick & Beverley-Burton, 1961)
- Joyeuxiella pasqualei  (Diamare, 1893), Syn.: J. aegyptica (Meggitt, 1927), J. chyzeri (Ratz, 1897), J. fortunatum (Meggitt, 1927), J. ghilhoni (Troncy, 1970), J. pasqualeiformis (López-Neyra, 1928), J. rossicum (Skryabin, 1923)

Weitere der Gattung zugeordnete, derzeit aber nicht generell anerkannte Arten sind unter anderen:
- Joyeuxiella domestica (Deshmukh, 1990)
- Joyeuxiella dongolense (Beddard, 1913)
- Joyeuxiella vulpusi (Capoor & Srivastava, 1979)